# NGC 7818
NGC 7818 في الفهرس العام الجديد، هي مجرة، تقع في كوكبة الحوت. اكتشفت في 23 أكتوبر 1886 بواسطة لويس سويفت.

## روابط خارجية
- NGC 7818 على موقع ويكي سكاي: DSS2, SDSS, GALEX, IRAS, Hydrogen α, X-Ray, Astrophoto, Sky Map, Articles and images